# 스탠리 체라
스탠리 아이작 체라(Stanley Isaac Chera, 1942년 10월 22일 ~ 2020년 4월 11일)는 미국의 부동산 개발업자이다.

## 생애
1942년 브루클린에 사는 시리아 유대인 가족에서 태어났다. 아버지 아이작 체라는 사업가였다. 스탠리 체라는 부동산 기업인 크라운애퀴지션을 설립했다.
도널드 트럼프의 동업자이자 친구로, 트럼프 승리 위원회에 기부해왔다.

### 죽음
체라는 2020년 3월 알 수 없는 증상으로 입원했다가 코로나19 양성 판정을 받았다. 그 다음주 혼수상태에 빠졌고 4월 11일 사망하였다.
도널드 트럼프는 2020년 5월 폭스 뉴스와의 인터뷰에서 체라의 죽음이 자신의 생각에 큰 영향을 줬다고 말했다. 10월 트럼프 자신이 코로나19 양성 판정을 받았을 때에도 ‘나도 스탠 체라처럼 가는 건가?’(“Am I going out like Stan Chera? Am I?”)라고 말했다고 전해진다.